# Viticoltura in Tunisia

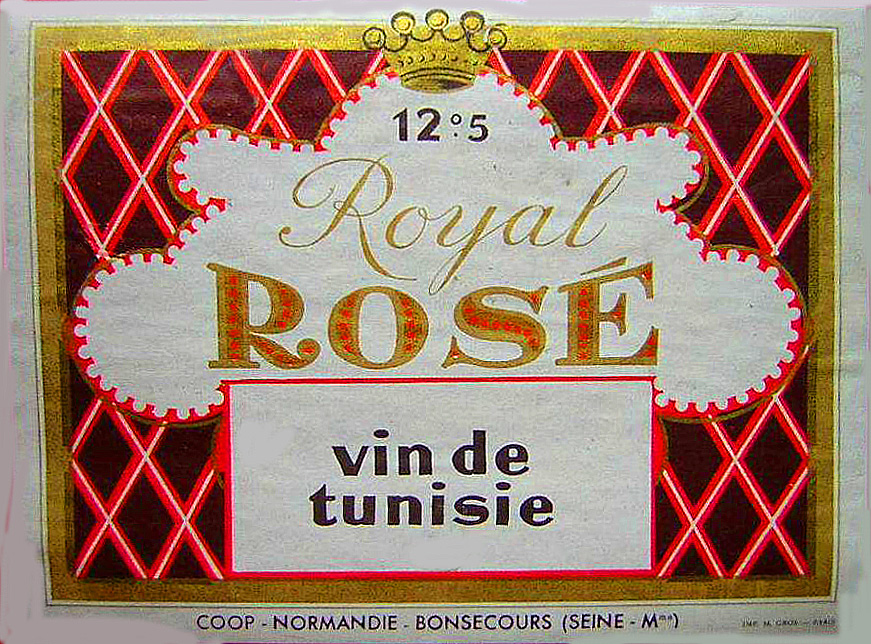
Etichetta di un vecchio vino rosato tunisino venduto in Francia.

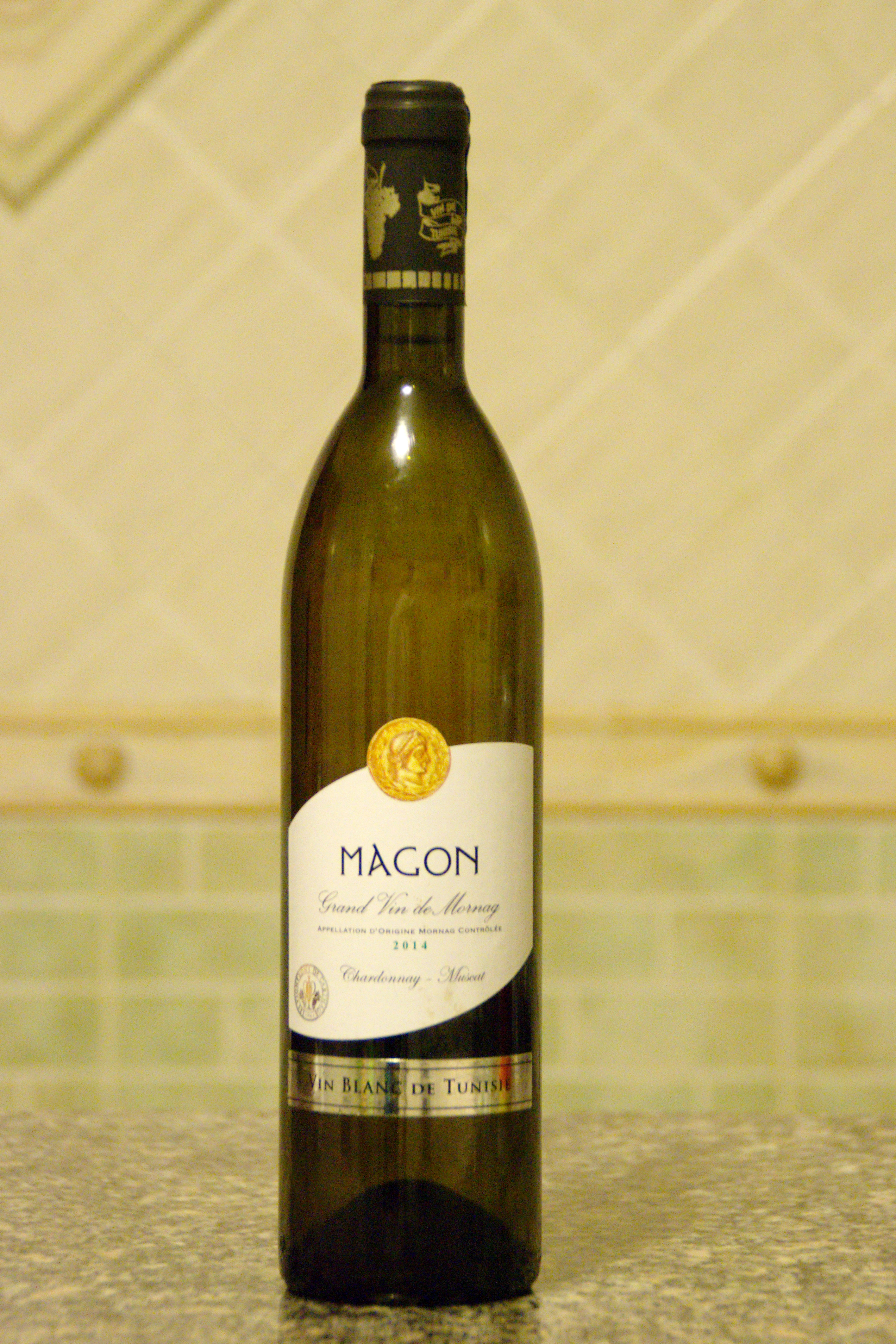
Vino bianco (2014) 'Magon', denominazione AOC Mornag

La viticoltura in Tunisia vanta una lunga storia che risale all'antichità, come in gran parte dei Paesi del Mediterraneo, dove la produzione vinicola è stata introdotta da Fenici e Cartaginesi.
Magone il Cartaginese, agronomo vissuto a Cartagine, scrisse un trattato di agronomia e viticoltura, con tecniche ancora utilizzate oggi. Nonostante l'arrivo di una potenza musulmana dal VII secolo d.C., la viticoltura e la produzione di vino non sono mai completamente scomparse dalla Tunisia.
La produzione tunisina è caratterizzata da una grande presenza di vini rosati.

## Storia
La produzione di vino nell'attuale Tunisia è stata probabilmente introdotta dai Fenici al momento della fondazione di Cartagine. Magone, agronomo cartaginese, scrisse di viticoltura e i suoi lavori, successivamente tradotti dal punico al latino, vennero citati da autori romani successivi come Columella.
La produzione vinicola continuò anche dopo che i Romani occuparono Cartagine nel 146 a.C. In seguito alla conquista araba della Tunisia nell'VIII secolo d.C., la produzione di vino diminuì, ma non venne mai completamente eliminata.
Dopo la conquista francese della Tunisia nel 1881, venne introdotta nel Paese la produzione di vino su larga scala, come accadde anche in altri Paesi del Nord Africa. Con l'indipendenza della Tunisia nel 1956, la produzione vinicola continuò, ma la mancanza di esperienza divenne un problema e la superficie dei vigneti diminuì lentamente.
A partire dalla fine degli anni '90, la Tunisia ha visto un aumento degli investimenti esteri nel settore del vino provenienti da diversi Paesi europei, e la produzione è cresciuta lentamente negli anni 2000.

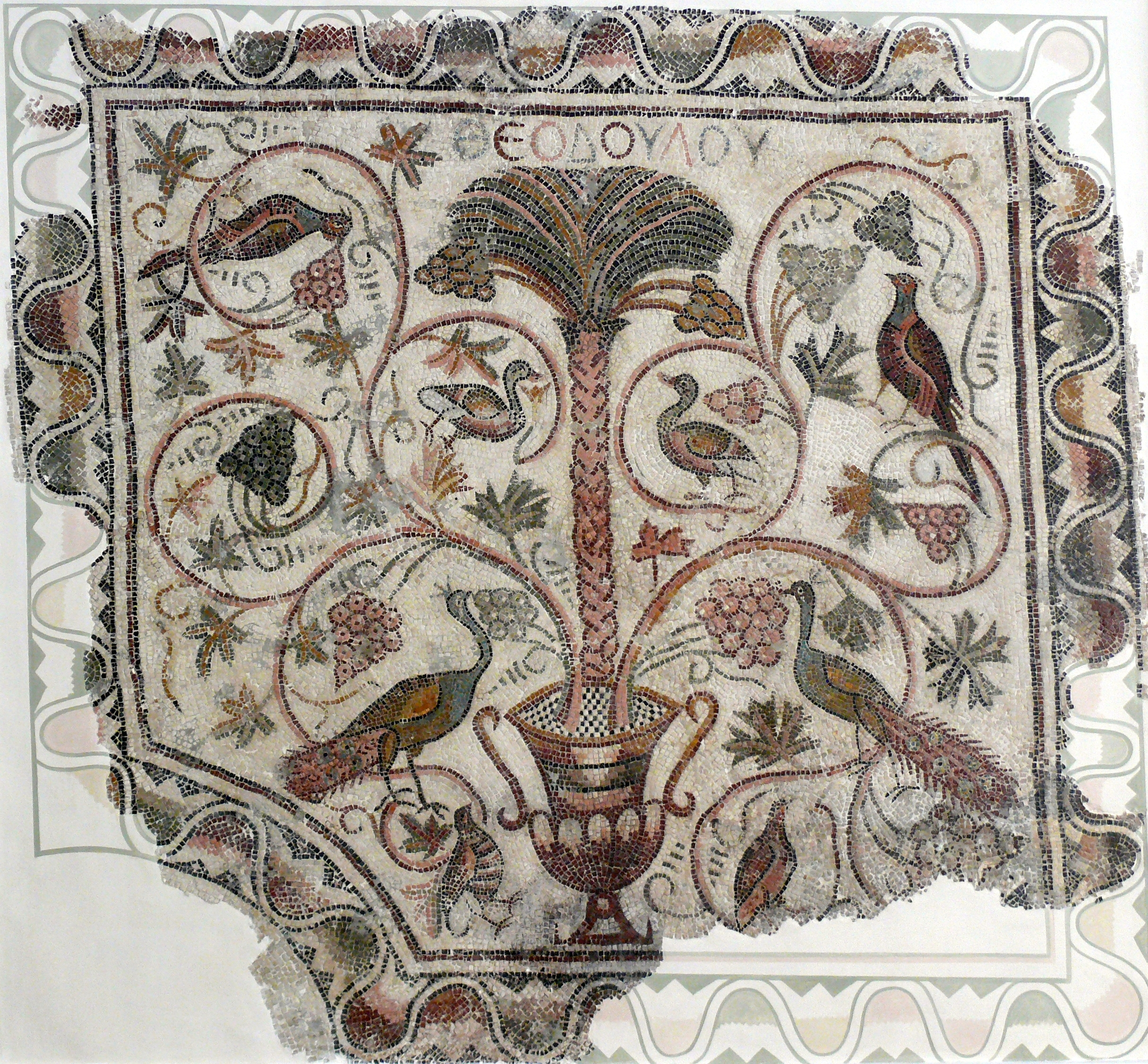
Vite e palma
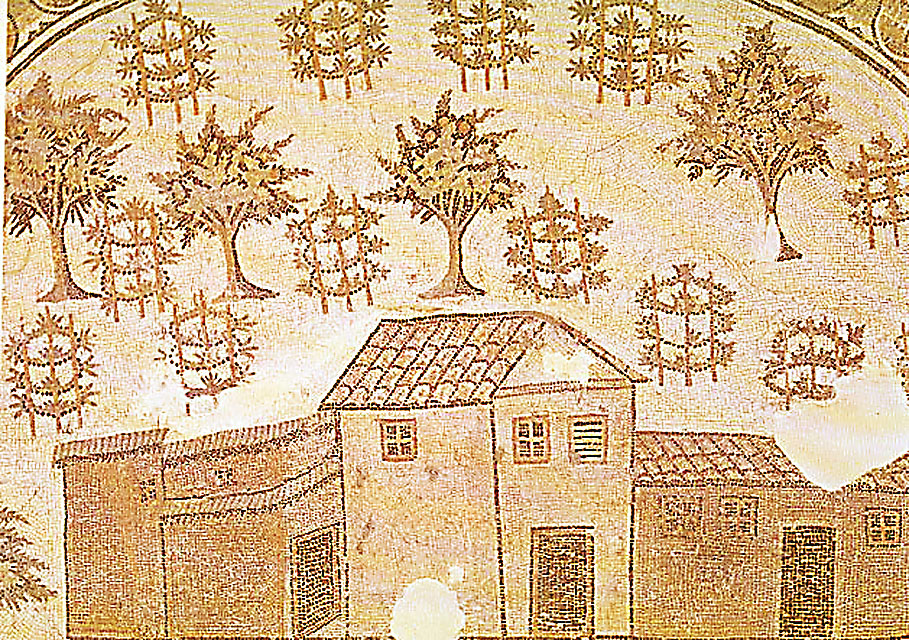
Mosaico della villa rustica di Tabarka
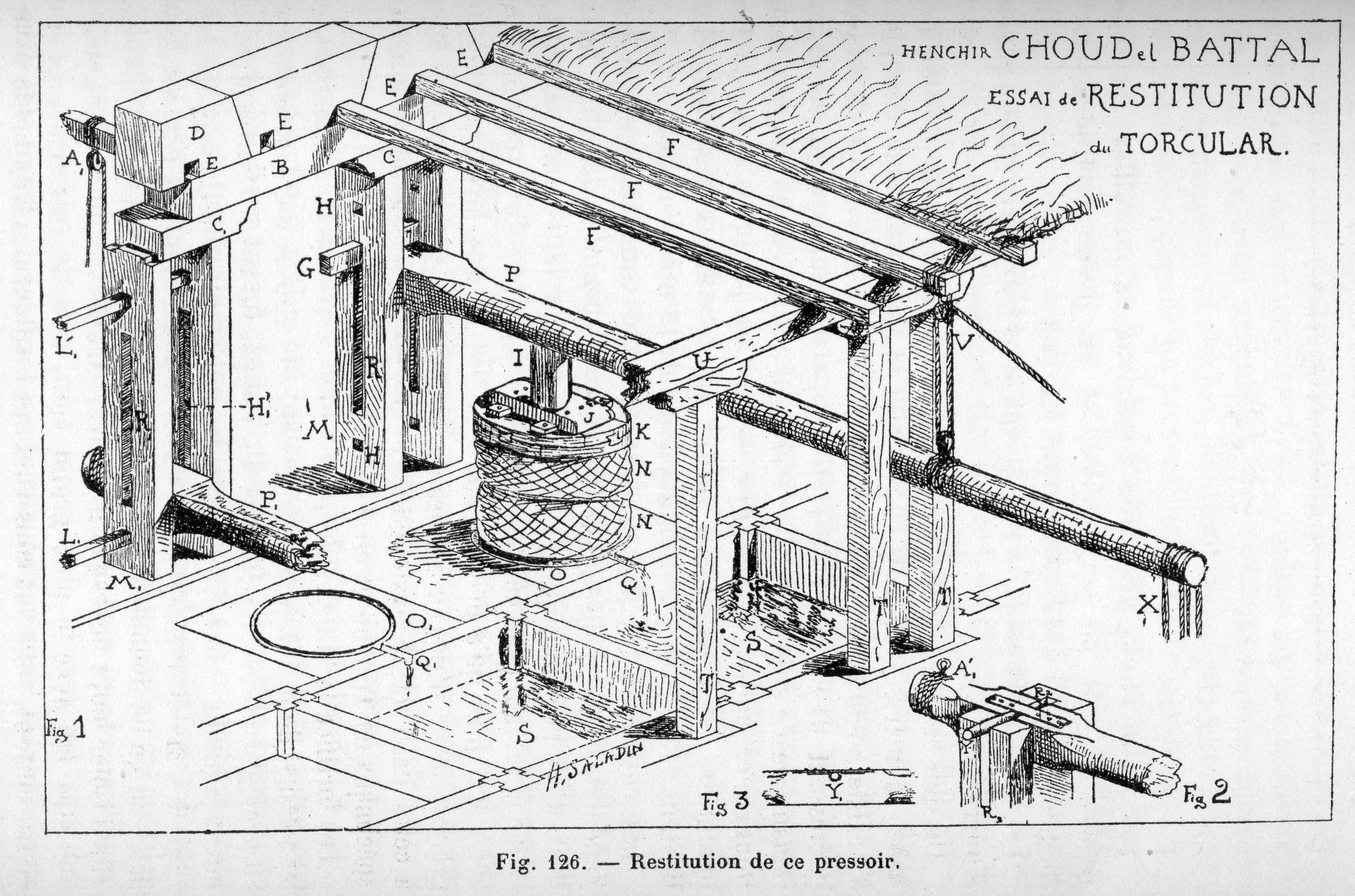
Ricostruzione di un torchio per vino vicino a Fériana
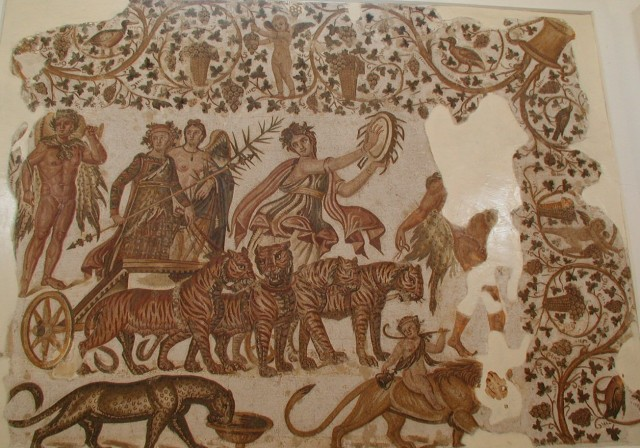
Mosaico del Trionfo di Bacco al Museo Archeologico di Sousse
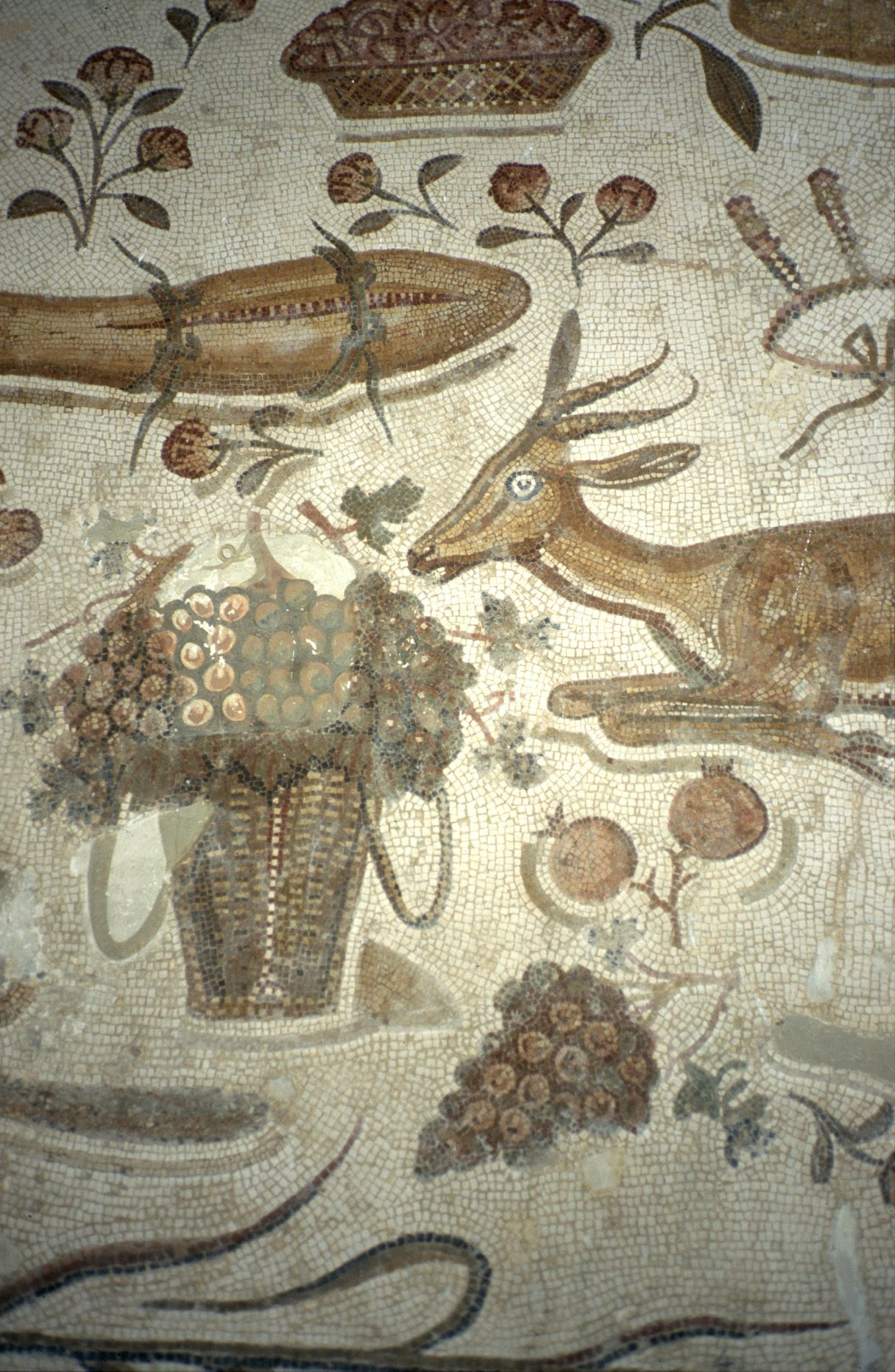
Cesto d'uva

## Vitigni
La Tunisia condivide la maggior parte dei vitigni comuni con la Francia meridionale, aggiungendovi alcuni vitigni autoctoni. Le varietà diffuse per la produzione di vini rosati e rossi (che presentano anche varianti locali) includono Carignan, Mourvèdre, Cinsault, Alicante Bouschet, Grenache, Syrah e Merlot. Per quanto riguarda i vini bianchi, i vitigni più comuni sono Muscat d'Alessandria, Chardonnay e Pedro Ximénez.

## Produzione
Nel 2008, la Tunisia contava 31.000 ettari di vigneti (77.000 acri), di cui poco più della metà dedicati alla produzione di vino e la restante parte principalmente a quella di uva da tavola. All'inizio degli anni 2000, la produzione vinicola in Tunisia era composta per il 60-70% da rosati, per il 25-30% da rossi e per meno del 10% da bianchi.
La Tunisia produce annualmente tra i 300 e i 400mila ettolitri di vino, con un aumento del 40% dal 2002 e un picco di 600mila ettolitri nel 2007. Il consumo interno medio annuale in Tunisia è di circa 2,2 litri per abitante.
L'export rappresenta fino al 40% dei ricavi del settore, raggiungendo i 40,3 milioni di dollari nel 2009.  Germania e Francia sono i principali clienti, con alcune quantità esportate anche in Svizzera, Belgio, Stati Uniti, Canada e alcuni paesi dell'Europa orientale come la Russia. La produzione viene commercializzata al 70% con l'etichetta "AOC", di cui il 20% ulteriormente etichettato come "premier cru".

## Regioni vitivinicole
La maggior parte della produzione vinicola tunisina si concentra a Cap Bon e nelle zone circostanti. [3] La Tunisia dispone di un sistema di denominazione di origine controllata Appellation Contrôlée (AOC) che comprende le seguenti sette AOC, [6] protette dalle indicazioni geografiche in Tunisia e a livello internazionale dai paesi aderenti all'Accordo di Lisbona sulla protezione delle denominazioni di origine e sulla loro registrazione internazionale (fatta eccezione per l'Iran).
- Grand Cru Mornag
- Mornag
- Coteau de Tébourba
- Sidi Salem
- Kélibia
- Thibar
- Côteaux d'Utique